# Coupe Davis 1962
Pour un article plus général, voir Coupe Davis.
Navigation
Édition précédente Édition suivante
La Coupe Davis 1962 est la 51e édition de ce tournoi de tennis professionnel masculin par nations. Les rencontres se déroulent du 31 mars au 28 décembre dans différents lieux.
L'Australie (triple tenante du titre) remporte son 18e saladier d'argent grâce à sa victoire lors du "Challenge Round" face au Mexique par cinq victoires à zéro.

## Contexte
Le tournoi se déroule au préalable dans les tours préliminaires des zones continentales. Un total de 42 nations participent à la compétition :
- 5 dans la "Zone Amérique",
- 8 dans la "Zone Est" (incluant l'Asie et l'Océanie),
- 28 dans la "Zone Europe" (incluant l'Afrique),
- plus l'Australie ayant remporté l'édition précédente, ainsi qualifiée pour le "Challenge round".

## Résultats

### Tableau du top 16 mondial
|  | Huitièmes de finale Plusieurs dates                                                      | Huitièmes de finale Plusieurs dates                                    |           |                                                  | Quarts de finale Plusieurs dates                   | Quarts de finale Plusieurs dates                   |   |  | Demi-finales Plusieurs dates                 | Demi-finales Plusieurs dates                 |  |  | Finale du tout venant 3 - 5 décembre | Finale du tout venant 3 - 5 décembre |
|  | Huitièmes de finale Plusieurs dates                                                      | Huitièmes de finale Plusieurs dates                                    |           |                                                  | Quarts de finale Plusieurs dates                   | Quarts de finale Plusieurs dates                   |   |  | Demi-finales Plusieurs dates                 | Demi-finales Plusieurs dates                 |  |  | Finale du tout venant 3 - 5 décembre | Finale du tout venant 3 - 5 décembre |
|  |                                                                                          |                                                                        |           |                                                  |                                                    |                                                    |   |  |                                              |                                              |  |  |                                      |                                      |
|  | Quart de finale Est (31 mars - 2 avril) Lahore, Pakistan (???)                           | Quart de finale Est (31 mars - 2 avril) Lahore, Pakistan (???)         |           |                                                  | Demi-finale Est (14 - 16 avril) Jaipur, Inde (???) | Demi-finale Est (14 - 16 avril) Jaipur, Inde (???) |   |  | Finale Est (4 - 6 mai) New Delhi, Inde (???) | Finale Est (4 - 6 mai) New Delhi, Inde (???) |  |  | Inter-zone Madras, Inde (???)        | Inter-zone Madras, Inde (???)        |
|  | Quart de finale Est (31 mars - 2 avril) Lahore, Pakistan (???)                           | Quart de finale Est (31 mars - 2 avril) Lahore, Pakistan (???)         |           |                                                  | Demi-finale Est (14 - 16 avril) Jaipur, Inde (???) | Demi-finale Est (14 - 16 avril) Jaipur, Inde (???) |   |  | Finale Est (4 - 6 mai) New Delhi, Inde (???) | Finale Est (4 - 6 mai) New Delhi, Inde (???) |  |  | Inter-zone Madras, Inde (???)        | Inter-zone Madras, Inde (???)        |
|  | Inde                                                                                     | 5                                                                      |           |                                                  | Demi-finale Est (14 - 16 avril) Jaipur, Inde (???) | Demi-finale Est (14 - 16 avril) Jaipur, Inde (???) |   |  | Finale Est (4 - 6 mai) New Delhi, Inde (???) | Finale Est (4 - 6 mai) New Delhi, Inde (???) |  |  | Inter-zone Madras, Inde (???)        | Inter-zone Madras, Inde (???)        |
|  | Inde                                                                                     | 5                                                                      |           |                                                  | Demi-finale Est (14 - 16 avril) Jaipur, Inde (???) | Demi-finale Est (14 - 16 avril) Jaipur, Inde (???) |   |  | Finale Est (4 - 6 mai) New Delhi, Inde (???) | Finale Est (4 - 6 mai) New Delhi, Inde (???) |  |  | Inter-zone Madras, Inde (???)        | Inter-zone Madras, Inde (???)        |
|  | Pakistan                                                                                 | 0                                                                      |           |                                                  | Demi-finale Est (14 - 16 avril) Jaipur, Inde (???) | Demi-finale Est (14 - 16 avril) Jaipur, Inde (???) |   |  | Finale Est (4 - 6 mai) New Delhi, Inde (???) | Finale Est (4 - 6 mai) New Delhi, Inde (???) |  |  | Inter-zone Madras, Inde (???)        | Inter-zone Madras, Inde (???)        |
|  | Pakistan                                                                                 | 0                                                                      | Inde      | 4                                                |                                                    |                                                    |   |  | Finale Est (4 - 6 mai) New Delhi, Inde (???) | Finale Est (4 - 6 mai) New Delhi, Inde (???) |  |  | Inter-zone Madras, Inde (???)        | Inter-zone Madras, Inde (???)        |
|  | Quart de finale Est (6 - 8 avril) Téhéran, Iran (???)                                    |                                                                        | Inde      | 4                                                |                                                    |                                                    |   |  | Finale Est (4 - 6 mai) New Delhi, Inde (???) | Finale Est (4 - 6 mai) New Delhi, Inde (???) |  |  | Inter-zone Madras, Inde (???)        | Inter-zone Madras, Inde (???)        |
|  |                                                                                          | Iran                                                                   | 0         |                                                  |                                                    |                                                    |   |  | Finale Est (4 - 6 mai) New Delhi, Inde (???) | Finale Est (4 - 6 mai) New Delhi, Inde (???) |  |  | Inter-zone Madras, Inde (???)        | Inter-zone Madras, Inde (???)        |
|  | Iran                                                                                     | Iran                                                                   | 0         | 3                                                |                                                    |                                                    |   |  | Finale Est (4 - 6 mai) New Delhi, Inde (???) | Finale Est (4 - 6 mai) New Delhi, Inde (???) |  |  | Inter-zone Madras, Inde (???)        | Inter-zone Madras, Inde (???)        |
|  | Iran                                                                                     | Demi-finale Est (13 - 15 avril) Manille, Philippines (???)             |           | 3                                                |                                                    |                                                    |   |  | Finale Est (4 - 6 mai) New Delhi, Inde (???) | Finale Est (4 - 6 mai) New Delhi, Inde (???) |  |  | Inter-zone Madras, Inde (???)        | Inter-zone Madras, Inde (???)        |
|  | Malaisie                                                                                 | 2                                                                      |           |                                                  |                                                    |                                                    |   |  | Finale Est (4 - 6 mai) New Delhi, Inde (???) | Finale Est (4 - 6 mai) New Delhi, Inde (???) |  |  | Inter-zone Madras, Inde (???)        | Inter-zone Madras, Inde (???)        |
|  | Malaisie                                                                                 | 2                                                                      | Inde      | 5                                                |                                                    |                                                    |   |  |                                              |                                              |  |  | Inter-zone Madras, Inde (???)        | Inter-zone Madras, Inde (???)        |
|  | Quart de finale Est (30 mars - 1er avril) Séoul, Corée du Sud (???)                      |                                                                        | Inde      | 5                                                |                                                    |                                                    |   |  |                                              |                                              |  |  | Inter-zone Madras, Inde (???)        | Inter-zone Madras, Inde (???)        |
|  |                                                                                          | Philippines                                                            | 0         |                                                  |                                                    |                                                    |   |  |                                              |                                              |  |  | Inter-zone Madras, Inde (???)        | Inter-zone Madras, Inde (???)        |
|  | Corée du Sud                                                                             | Philippines                                                            | 0         | 0                                                |                                                    |                                                    |   |  |                                              |                                              |  |  | Inter-zone Madras, Inde (???)        | Inter-zone Madras, Inde (???)        |
|  | Corée du Sud                                                                             | Inter-zone (26 - 28 octobre) Mexico, Mexique (terre battue ext.)       |           | 0                                                |                                                    |                                                    |   |  |                                              |                                              |  |  | Inter-zone Madras, Inde (???)        | Inter-zone Madras, Inde (???)        |
|  | Japon                                                                                    | 5                                                                      |           |                                                  |                                                    |                                                    |   |  |                                              |                                              |  |  | Inter-zone Madras, Inde (???)        | Inter-zone Madras, Inde (???)        |
|  | Japon                                                                                    | 5                                                                      | Japon     | 2                                                |                                                    |                                                    |   |  |                                              |                                              |  |  | Inter-zone Madras, Inde (???)        | Inter-zone Madras, Inde (???)        |
|  | Quart de finale Est (17 - 19 mars) Colombo, Ceylan (terre battue ext.)                   |                                                                        | Japon     | 2                                                |                                                    |                                                    |   |  |                                              |                                              |  |  | Inter-zone Madras, Inde (???)        | Inter-zone Madras, Inde (???)        |
|  |                                                                                          | Philippines                                                            | 3         |                                                  |                                                    |                                                    |   |  |                                              |                                              |  |  | Inter-zone Madras, Inde (???)        | Inter-zone Madras, Inde (???)        |
|  | Sri Lanka                                                                                | Philippines                                                            | 3         | 0                                                |                                                    |                                                    |   |  |                                              |                                              |  |  | Inter-zone Madras, Inde (???)        | Inter-zone Madras, Inde (???)        |
|  | Sri Lanka                                                                                | Finale Amériques (17 - 19 août) Mexico, Mexique (terre battue ext.)    |           | 0                                                |                                                    |                                                    |   |  |                                              |                                              |  |  | Inter-zone Madras, Inde (???)        | Inter-zone Madras, Inde (???)        |
|  | Philippines                                                                              | 4                                                                      |           |                                                  |                                                    |                                                    |   |  |                                              |                                              |  |  | Inter-zone Madras, Inde (???)        | Inter-zone Madras, Inde (???)        |
|  | Philippines                                                                              | 4                                                                      | Inde      | 0                                                |                                                    |                                                    |   |  |                                              |                                              |  |  |                                      |                                      |
|  | Demi-finale Amériques (4 - 6 août) Mexico, Mexique (terre battue ext.)                   |                                                                        | Inde      | 0                                                |                                                    |                                                    |   |  |                                              |                                              |  |  |                                      |                                      |
|  |                                                                                          | Mexique                                                                | 5         |                                                  |                                                    |                                                    |   |  |                                              |                                              |  |  |                                      |                                      |
|  | États-Unis                                                                               | Mexique                                                                | 5         | 2                                                |                                                    |                                                    |   |  |                                              |                                              |  |  |                                      |                                      |
|  | États-Unis                                                                               |                                                                        |           | 2                                                |                                                    |                                                    |   |  |                                              |                                              |  |  |                                      |                                      |
|  | Mexique                                                                                  | 3                                                                      |           |                                                  |                                                    |                                                    |   |  |                                              |                                              |  |  |                                      |                                      |
|  | Mexique                                                                                  | 3                                                                      | Mexique   | 4                                                |                                                    |                                                    |   |  |                                              |                                              |  |  |                                      |                                      |
|  | Demi-finale Amériques (6 - 8 août) Port-d'Espagne, Trinité-et-Tobago (terre battue ext.) |                                                                        | Mexique   | 4                                                |                                                    |                                                    |   |  |                                              |                                              |  |  |                                      |                                      |
|  |                                                                                          | Yougoslavie                                                            | 1         |                                                  |                                                    |                                                    |   |  |                                              |                                              |  |  |                                      |                                      |
|  | Indes occidentales                                                                       | Yougoslavie                                                            | 1         | 1                                                |                                                    |                                                    |   |  |                                              |                                              |  |  |                                      |                                      |
|  | Indes occidentales                                                                       | Finale Europe (27 - 29 juillet) Båstad, Suède (terre battue ext.)      |           | 1                                                |                                                    |                                                    |   |  |                                              |                                              |  |  |                                      |                                      |
|  | Yougoslavie                                                                              | 4                                                                      |           |                                                  |                                                    |                                                    |   |  |                                              |                                              |  |  |                                      |                                      |
|  | Yougoslavie                                                                              | 4                                                                      | Mexique   | 3                                                |                                                    |                                                    |   |  |                                              |                                              |  |  |                                      |                                      |
|  | Demi-finale Europe (13 - 15 juillet) Milan, Italie (terre battue ext.)                   |                                                                        | Mexique   | 3                                                |                                                    |                                                    |   |  |                                              |                                              |  |  |                                      |                                      |
|  |                                                                                          | Suède                                                                  | 2         |                                                  |                                                    |                                                    |   |  |                                              |                                              |  |  |                                      |                                      |
|  | Italie                                                                                   | Suède                                                                  | 2         | 5                                                |                                                    |                                                    |   |  |                                              |                                              |  |  |                                      |                                      |
|  | Italie                                                                                   |                                                                        |           | 5                                                |                                                    |                                                    |   |  |                                              |                                              |  |  |                                      |                                      |
|  | Grande-Bretagne                                                                          | 0                                                                      |           | Challenge round 26 - 28 décembre                 | Challenge round 26 - 28 décembre                   |                                                    |   |  |                                              |                                              |  |  |                                      |                                      |
|  | Grande-Bretagne                                                                          | 0                                                                      | Italie    | Challenge round 26 - 28 décembre                 | Challenge round 26 - 28 décembre                   | 1                                                  |   |  |                                              |                                              |  |  |                                      |                                      |
|  | Demi-finale Europe (13 - 15 juillet) Båstad, Suède (terre battue ext.)                   | Demi-finale Europe (13 - 15 juillet) Båstad, Suède (terre battue ext.) | Italie    | Challenge round Brisbane, Australie (gazon ext.) | Challenge round Brisbane, Australie (gazon ext.)   | 1                                                  |   |  |                                              |                                              |  |  |                                      |                                      |
|  | Demi-finale Europe (13 - 15 juillet) Båstad, Suède (terre battue ext.)                   | Demi-finale Europe (13 - 15 juillet) Båstad, Suède (terre battue ext.) |           | Challenge round Brisbane, Australie (gazon ext.) | Challenge round Brisbane, Australie (gazon ext.)   | Suède                                              | 4 |  |                                              |                                              |  |  |                                      |                                      |
|  | Afrique du Sud                                                                           | 1                                                                      | Australie | 5                                                |                                                    | Suède                                              | 4 |  |                                              |                                              |  |  |                                      |                                      |
|  | Afrique du Sud                                                                           | 1                                                                      | Australie | 5                                                |                                                    |                                                    |   |  |                                              |                                              |  |  |                                      |                                      |
|  | Suède                                                                                    | 4                                                                      |           | Mexique                                          | 0                                                  |                                                    |   |  |                                              |                                              |  |  |                                      |                                      |
|  | Suède                                                                                    | 4                                                                      |           | Mexique                                          | 0                                                  |                                                    |   |  |                                              |                                              |  |  |                                      |                                      |

### Matchs détaillés

#### Finale du tout venant
| | Inde | 0                              | -  | 5  | Mexique |   |   |
| --- | ---- | ------------------------------ | -- | -- | ------- | - | - |
| Madras, Inde |      |                                |    |    |         |   |   |
| du 3 au 5 décembre 1962 sur ??? |      |                                |    |    |         |   |   |
| \| 1 \| \| Jaidip Mukerjea \| 7 \| 2 \| 2 \| \| \| \| 1 \| \| Antonio Palafox \| 9 \| 6 \| 6 \| \| \| \| 2 \| \| Ramanathan Krishnan \| 6 \| 6 \| 5 \| 8 \| 4 \| \| 2 \| \| Rafael Osuna \| 8 \| 2 \| 7 \| 6 \| 6 \| \| 3 \| \| Premjit Lall - Jaidip Mukerjea \| 8 \| 10 \| 4 \| \| \| \| 3 \| \| Rafael Osuna - Antonio Palafox \| 10 \| 12 \| 6 \| \| \| \| \| \| \| \| \| \| \| \| \| 4 \| \| Premjit Lall \| 2 \| 2 \| 3 \| \| \| \| 4 \| \| Mario Llamas \| 6 \| 6 \| 6 \| \| \| \| \| \| \| \| \| \| \| \| \| 5 \| \| Akhtar Ali \| 4 \| 6 \| 7 \| 4 \| 3 \| \| 5 \| \| Francisco Contreras \| 6 \| 2 \| 5 \| 6 \| 6 \| \| \| \| \| \| \| \| \| \| |      |                                |    |    |         |   |   |
| 1 |      | Jaidip Mukerjea                | 7  | 2  | 2       |   |   |
| 1 |      | Antonio Palafox                | 9  | 6  | 6       |   |   |
| 2 |      | Ramanathan Krishnan            | 6  | 6  | 5       | 8 | 4 |
| 2 |      | Rafael Osuna                   | 8  | 2  | 7       | 6 | 6 |
| 3 |      | Premjit Lall - Jaidip Mukerjea | 8  | 10 | 4       |   |   |
| 3 |      | Rafael Osuna - Antonio Palafox | 10 | 12 | 6       |   |   |
| |      |                                |    |    |         |   |   |
| 4 |      | Premjit Lall                   | 2  | 2  | 3       |   |   |
| 4 |      | Mario Llamas                   | 6  | 6  | 6       |   |   |
| |      |                                |    |    |         |   |   |
| 5 |      | Akhtar Ali                     | 4  | 6  | 7       | 4 | 3 |
| 5 |      | Francisco Contreras            | 6  | 2  | 5       | 6 | 6 |
| |      |                                |    |    |         |   |   |

#### Challenge round
La finale de la Coupe Davis 1962 se joue entre l'Australie et le Mexique.
| | Australie | 5                              | - | 0  | Mexique |    |   |
| --- | --------- | ------------------------------ | - | -- | ------- | -- | - |
| Milton Courts, Brisbane, Australie |           |                                |   |    |         |    |   |
| du 26 au 28 décembre 1962 sur gazon (ext.) |           |                                |   |    |         |    |   |
| \| 1 \| \| Rod Laver \| 6 \| 6 \| 7 \| \| \| \| 1 \| \| Rafael Osuna \| 2 \| 1 \| 5 \| \| \| \| 2 \| \| Neale Fraser \| 7 \| 6 \| 6 \| 11 \| \| \| 2 \| \| Antonio Palafox \| 9 \| 3 \| 4 \| 9 \| \| \| 3 \| \| Roy Emerson - Rod Laver \| 7 \| 6 \| 6 \| \| \| \| 3 \| \| Rafael Osuna - Antonio Palafox \| 5 \| 2 \| 4 \| \| \| \| \| \| \| \| \| \| \| \| \| 4 \| \| Neale Fraser \| 3 \| 11 \| 6 \| 3 \| 6 \| \| 4 \| \| Rafael Osuna \| 6 \| 9 \| 1 \| 6 \| 4 \| \| \| \| \| \| \| \| \| \| \| 5 \| \| Rod Laver \| 6 \| 4 \| 6 \| 8 \| \| \| 5 \| \| Antonio Palafox \| 1 \| 6 \| 4 \| 6 \| \| \| \| \| \| \| \| \| \| \| |           |                                |   |    |         |    |   |
| 1 |           | Rod Laver                      | 6 | 6  | 7       |    |   |
| 1 |           | Rafael Osuna                   | 2 | 1  | 5       |    |   |
| 2 |           | Neale Fraser                   | 7 | 6  | 6       | 11 |   |
| 2 |           | Antonio Palafox                | 9 | 3  | 4       | 9  |   |
| 3 |           | Roy Emerson - Rod Laver        | 7 | 6  | 6       |    |   |
| 3 |           | Rafael Osuna - Antonio Palafox | 5 | 2  | 4       |    |   |
| |           |                                |   |    |         |    |   |
| 4 |           | Neale Fraser                   | 3 | 11 | 6       | 3  | 6 |
| 4 |           | Rafael Osuna                   | 6 | 9  | 1       | 6  | 4 |
| |           |                                |   |    |         |    |   |
| 5 |           | Rod Laver                      | 6 | 4  | 6       | 8  |   |
| 5 |           | Antonio Palafox                | 1 | 6  | 4       | 6  |   |
| |           |                                |   |    |         |    |   |